# Гори, Габриэле (игрок в пляжный футбол)
Габриэле Гори (итал. Gabriele Gori; род. 10 октября 1987, Виареджо, Тоскана) — итальянский игрок в пляжный футбол, нападающий. Выступает за сборную Италии.
Известен благодаря умению забивать голы с помощью ударов в падении через себя. Гори — одним из самых результативных бомбардиров всех времен в пляжном футболе. По состоянию на 2022 год он забил более 800 голов. Является лучшим бомбардиром сборной Италии за всю историю. Получал награду лучшего бомбардира на чемпионатах мира 2017 и 2019 годов.

## Карьера в сборной
Гори начал свою футбольную карьеру в Серии C, где играл с 2006 по 2008 год за два различных клуба. Тем не менее продолжить выступать на этом уровне ему помешали травмы.
В 2010 году друг пригласил его сыграть в пляжный футбол за команду из города Виареджио. Гори первоначально скептически отнёсся к этому виду спорта и принял приглашение только из уважения к другу. Несмотря на сомнения, первый турнир прошёл успешно для Гори, после чего его пригласили выступать за «Виареджио» на постоянной основе. Увидев игру Гори в чемпионате Италии тогдашний тренер сборной Италии Массимилиано Эспозито вызвал его в национальную команду, где он дебютировал в рамках суперфинала Евролиги в Лиссабоне в возрасте 22 лет.

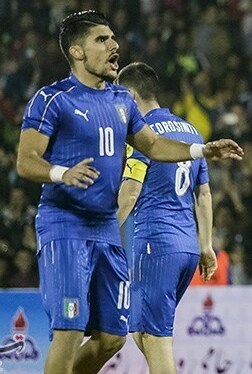
Гори на Кубке Персии 2017 года.

Накануне домашнего для Италии чемпионата мира по пляжному футболу 2011 года в Равенне Гори сделали операции на колене, но он успел вовремя восстановится, благодаря чему он попал в заявку сборной на турнир. Его первый мундиаль тем не менее прошёл неудачно, так как во время соревнований но у него началась лихорадка. На следующем чемпионате мира 2015 года он забил свой 100-й гол за Италию во время проигрышного полуфинального матча против Таити, завершив турнир как второй лучший бомбардир сборной Италии. Летом того же года он забил четыре из пяти голов Италии в финальном матче Средиземноморских пляжных игр против Египта, обеспечив команде первую крупную награду за десять лет. После своего 100-го матча за сборную Италии в сентябре 2016 года Гори был признан одним из трёх лучших игроков мира в рамках награды «Звезды пляжного футбола», а также получил награду (Pallone Azzurro) как лучший итальянский игрок года от Итальянской федерации футбола. Своё главное индивидуальное достижение он завоевал на чемпионате мира 2017 года, где получил «золотую бутсу» как лучший бомбардир с 17 голами. Его 12 голов в Евролиге 2018 года помогли Италии впервые за 13 лет завоевать трофей.
Гори начал 2019 год с того, что забил свой 200-й гол за Италию. По ходу сезона он обогнал Паоло Пальмаччи и стал лучшим бомбардиром Италии за всю историю. Тем не менее он не смог сыграть на Средиземноморских пляжных играх из-за травмы. Восстановиться он успел к чемпионату мира 2019 года где итальянцы стали вторыми, а Гори получил «Золотую бутсу» (несмотря на то, что играл с травмой), став вторым игроком, выигравшим подряд две награды лучшего бомбардира чемпионата мира (после Маджера, который получил такую награду в 2005 и 2006 годах). Он также был назван одним из десяти лучших игроков турнира. Эти достижения способствовали включению его в число трёх лучших игроков мира и в состав сборной мира по итогам 2019 года.

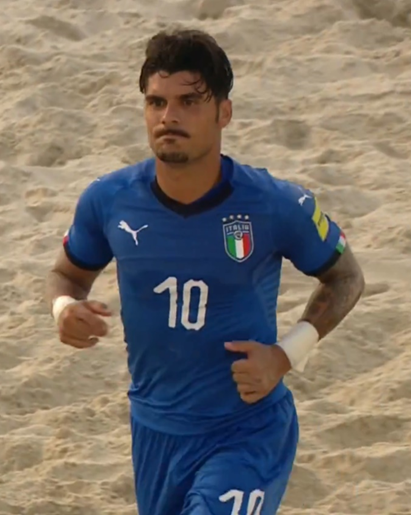
Гори на отборочных матчах ЧМ-2019.

После начала пандемии COVID-19 и его влияния на спорт Гори выступил с резкой критикой отсутствия поддержки пляжного футбола со стороны Итальянской федерации футбола.
Свой 300-й гол за Италию он забил в игре против Дании (12:0) во время неудачной для команды отборочной кампании к чемпионату мира в июне 2021 года. Последний выход на поле в сезоне 2022 года Гори был омрачён получением им красной карточки спустя всего четыре минуты после начала игры в рамках Евролиги с Испанией. Позднее он получил травму крестообразной мышцы и вернулся на поле только в июле 2023 года. К октябрю его выздоровление описывалось как «медленное», и впоследствии он не был включён в число кандидатов в сборную для участия в чемпионате мира 2024 года.

## Клубная карьера
Свою клубную карьеру в пляжном футболе он начал в 2010 году, защищая цвета «Виареджо». В сезоне 2016 года вместе с «Виареджо» выиграла Кубок европейских чемпионов, Кубок Италии и чемпионат Италии. В 2018 году он обогнал Паоло Пальмаччи и стал лучшим бомбардиром чемпионата Италии за всю историю, забив более 300 голов. Играя за «Виареджо» в 2019 году он забил свой самый известный гол в пляжном футболе ударом через себя со своей половины поля, что закрепило победу команды в дополнительное время над «Катанией» в матче чемпионата. Sky Sport Italia описала гол как «сводящий с ума комментаторов, публику и интернет», а Энрико Пейс из Lucca in Diretta оценил его как « научную фантастику … которая останется в истории пляжного футбола».
В 2020 году Гори покинул «Виареджо» спустя 10 лет выступлений за команду, где он сыграл около 150 матчей и оформил 350 голов во всех соревнованиях. Его новым клубом стала «Катания» с которой он заключил трехлетний контракт. Связка Гори с одноклубником Эммануэле Зурло описывалась «как будто клуб Серии А мог использовать одновременно Иммобиле и Инсинье в нападении». В 2023 году он подписал двухлетний контракт с «Пизой».
На различных мероприятиях он защищал цвета таких иностранных клубов как «Брага» (Португалия), «Артур Мьюзик» (Украина), «Бока Гданьск» (Польша) и «Сити» (Россия).
В пляжном футболе он получил прозвище «Тин-Тин». В своём стиле игры он перенял многое у своего кумира в пляжном футболе Рамиро Амарелле, также известного своей акробатикой и ударами через себя.

## Личная жизнь
Гори работает риелтором и по состоянию на 2019 год имел собственный бизнес в своем родном городе. Ранее он работал геодезистом. В начале своей карьеры в пляжном футболе его отец считал, что сын совершает ошибку, уделяя столько внимания спорту.
У Гори есть сын Кристиан (род. 2017).

## Статистика
Сборная
| Сезон | Евролига                              | Евролига                              | ЧМ                                    | ЧМ                                    | Другие                                | Другие                                | Всего                                 | Всего                                 |        | Ист. |
| Сезон | Матчи                                 | Голы                                  | Матчи                                 | Голы                                  | Матчи                                 | Голы                                  | Матчи                                 | Голы                                  |        | Ист. |
| ----- | ------------------------------------- | ------------------------------------- | ------------------------------------- | ------------------------------------- | ------------------------------------- | ------------------------------------- | ------------------------------------- | ------------------------------------- | ------ | ---- |
| 2010  | 3                                     | 3                                     | —                                     | —                                     | 26                                    | 42                                    | 56                                    | 81                                    | [ 10 ] |      |
| 2011  | —                                     | —                                     | 4                                     | 1                                     | 26                                    | 42                                    | 56                                    | 81                                    | [ 10 ] |      |
| 2012  | 8                                     | 10                                    | —                                     | —                                     | 26                                    | 42                                    | 56                                    | 81                                    | [ 10 ] |      |
| 2013  | 6                                     | 12                                    | —                                     | —                                     | 26                                    | 42                                    | 56                                    | 81                                    | [ 10 ] |      |
| 2014  | 9                                     | 13                                    | —                                     | —                                     | 26                                    | 42                                    | 56                                    | 81                                    | [ 10 ] |      |
| 2015  | 7                                     | 12                                    | 6                                     | 7                                     | 10                                    | 24                                    | 23                                    | 43                                    | [ 10 ] |      |
| 2016  | 9                                     | 7                                     | —                                     | —                                     | 12                                    | 30                                    | 21                                    | 37                                    | [ 10 ] |      |
| 2017  | 9                                     | 11                                    | 6                                     | 17                                    | 3                                     | 5                                     | 18                                    | 33                                    | [ 10 ] |      |
| 2018  | 9                                     | 12                                    | —                                     | —                                     | —                                     | —                                     | 9                                     | 12                                    | [ 10 ] |      |
| 2019  | 3                                     | 4                                     | 6                                     | 16                                    | 30                                    | 66                                    | 39                                    | 86                                    | [ 10 ] |      |
| 2020  | Матчей не было из-за пандемии COVD-19 | Матчей не было из-за пандемии COVD-19 | Матчей не было из-за пандемии COVD-19 | Матчей не было из-за пандемии COVD-19 | Матчей не было из-за пандемии COVD-19 | Матчей не было из-за пандемии COVD-19 | Матчей не было из-за пандемии COVD-19 | Матчей не было из-за пандемии COVD-19 | [ 10 ] |      |
| 2021  | 7                                     | 16                                    | —                                     | —                                     | 8                                     | 11                                    | 15                                    | 27                                    | [ 10 ] |      |
| 2022  | 6                                     | 9                                     | —                                     | —                                     | 6                                     | 12                                    | 12                                    | 21                                    | [ 39 ] |      |
| Всего | 76                                    | 109                                   | 22                                    | 41                                    | 95                                    | 190                                   | 193                                   | 340                                   | —      |      |

Клубная карьера
| Турнир                                          | Год   | Клуб         | Матчи | Голы | Ист. |
| ----------------------------------------------- | ----- | ------------ | ----- | ---- | ---- |
| Кубок европейских чемпионов по пляжному футболу | 2013  | Виареджио    | 3     | 9    |      |
| Кубок европейских чемпионов по пляжному футболу | 2015  | Брага        | 7     | 9    |      |
| Кубок европейских чемпионов по пляжному футболу | 2016  | Виареджио    | 7     | 18   |      |
| Кубок европейских чемпионов по пляжному футболу | 2017  | Виареджио    | 7     | 18   |      |
| Кубок европейских чемпионов по пляжному футболу | 2018  | Виареджио    | 3     | 5    |      |
| Кубок европейских чемпионов по пляжному футболу | 2019  | Артур Мьюзик | 8     | 26   |      |
| Кубок европейских чемпионов по пляжному футболу | 2020  | Артур Мьюзик | 7     | 21   |      |
| Всего                                           | Всего | Всего        | 42    | 106  | —    |

## Достижения
По состоянию на 2023 год.
| Сборная Италии - Чемпионат мира по пляжному футболу - Второе место: 2019 - Евролига по пляжному футболу - Победитель: 2018 - Финалист: 2010 - Средиземноморские пляжные игры - Победитель: 2015 - Европейские игры: - Второе место: 2015 Клубные - Чемпионат Италии: - Победитель: 2016 - Финалист: 2012, 2015, 2019 - Кубок Италии - Победитель (3): 2012, 2016, 2021 - Финалист: 2017 - Суперкубок Италии: - Победитель: 2018, 2021, 2022 - Кубок европейских чемпионов по пляжному футболу - Победитель: 2016 | Сборная - Чемпионат мира по пляжному футболу: - Лучший бомбардир: 2017, 2019 - Звёзды пляжного футбола: - Топ-3 лучших игроков: 2016, 2019 - Сборная мира: 2019 - Всемирные пляжные игры: - Лучший бомбардир: 2019 - Европейские игры: - Лучший бомбардир: 2019 - Кубок Европы по пляжному футболу: - Лучший бомбардир: 2016 Клубные - Чемпионат Италии (7): - Лучший бомбардир: 2010, 2012, 2014, 2018, 2019, 2022, 2024 - Кубок Италии (5): - Лучший бомбардир: 2010, 2014, 2015, 2019, 2022 - Кубок европейских чемпионов по пляжному футболу (3): - Лучший бомбардир: 2016, 2017, 2019 - Лучший игрок Италии в пляжном футболе: - 2016 |